# 巴格利亞
36°49′N 3°51′E / 36.817°N 3.850°E

巴格利亞（阿拉伯语：‎），是阿爾及利亞的城鎮，位於該國北部，由布米爾達斯省負責管轄，是巴格利亞區的首府，面積61平方公里，2017年人口21,500，人口密度每平方公里352人。